# إنديانابوليس 500 سنة 1947
سباق إنديانا بوليس -500 ميل 1947 أقيم في حلبة إنديانابوليس موتور سبيدواي في 30 مايو 1947 وفاز في السباق ماوري روس من فريق لو مور بمتوسط سرعة 116.338 ميل/س (187.228 كم/س).
وكان أول المنطلقين تيد هورن بسرعة 126.564 ميل/س (203.685 كم/س).